# Network address translation
NAT (на английски: Network Address Translation – „преобразуване на мрежови адреси“) е механизъм в мрежите TCP/IP, позволяващ да се преобразуват IP адресите на транзитни пакети. В областта на компютърните мрежи NAT (също Network Address Translation, Native Address Translation или IP Masquerading) е технологията, при която адресите на получателя и подателя в IP пакета биват пренаписани от маршрутизатор или защитна стена. По този начин множество хостове от частна мрежа могат да достигат до интернет, използвайки само един IP адрес.

## Преобразуване на мрежови адреси и номера на портове
Преобразуването на мрежовите адреси се използва за скриване на реалните вътрешномрежови адреси. Същността на този механизъм се състои в това, че във всички пакети от изходящия трафик към външния свят като адрес на източника се използва един или няколко IP адреса на защитната стена. Стандартът RFC 1918 дефинира следните три адресни обхвата за използване от вътрешни мрежи:
```
10.0.0.0 – 10.255.255.255
172.16.0.0 – 172.31.255.255
192.168.0.0 – 192.168.255.255
```

Горепосочените адресни пространства се използват за локални мрежи и не са достъпни отникъде, освен от локалната мрежа. Поради това те са естествено защитени от директни външни атаки. Първичната функция на NAT сървъра е да им осигури достъп до интернет, като предава заявките (маскира тези адреси, masquerading) с някой от своите IP адреси за пред хостовете извън локалната мрежа. Така им осигурява еднопосочен достъп до интернет, т.е. хостът може да се свързва директно с други хостове, притежаващи рутируеми IP адреси, но хостове извън локалната мрежа не могат да се свързват с този хост. NAT е ефикасно средство за защита, понеже силно затруднява атаките срещу защитаваните хостове.

## Видове адресно преобразуване
На практика съществуват 4 основни типа адресно преобразуване:
- Статично преобразуване (static NAT): на маршрутизатора са конфигурирани определен брой IP адреси, които отговарят на друг определен брой адреси, използвани във вътрешната мрежа, така че между вътрешната и външната мрежи съществува ясна връзка.

```
Вътрешен адрес – Външен адрес
192.168.1.1 – 193.65.76.1
192.168.1.2 – 193.65.76.2
..
192.168.2.1 – 193.76.77.1

```

- Динамично преобразуване (dynamic NAT): на маршрутизатора са конфигурирани определен брой IP адреси, които се вземат в употреба за вътрешните адреси според нужда, така че във вътрешната мрежа може да има най-много определен брой активни връзки към външната, но адресите на вътрешната мрежа могат да бъдат повече от този брой активни връзки.

```
Вътрешен адрес – Външен адрес
192.168.1.17 – 193.65.76.2
192.168.1.22 – 193.65.76.3
192.168.1.29 – 193.65.76.4
..

```

## Предимства
Увеличава връзките в публичната мрежа. Осигурява мрежова сигурност.

## Недостатъци
Един от недостатъците на NAT е, че във връзката между хостовете могат да възникнат проблеми, а също така и производителността може да бъде намалена. Други недостатъци са:
- Функционалността на End-to-end намалява.
- Губи се проследяването на End-to-end.
- Тунелирането е по-сложно за създаване.
- Може да се наложи архитектура да се изгради наново.
- Създаване на ТСР конекции може да се прекъсне.

## NAT програми
- IPFilter
- The OpenBSD Packet Filter
- natd Архив на оригинала от 2010-05-05 в Wayback Machine.
- wingate
- Cisco IOS